# Остафійчук Василь Георгійович
Васи́ль Гео́ргійович Остафійчу́к (нар. 8 червня 1957, Банилів Вижницького району Чернівецької області) — український театральний актор і режисер, народний артист України (2015).

## Життєпис
1982 — закінчив Київський державний інститут театрального мистецтва імені Івана Карпенка-Карого.
1982—1986 — актор Івано-Франківського музично-драматичного театру ім. І. Франка.
Від 1986 — актор Миколаївського академічного художнього драматичного театру.
Як режисер здійснив постановку вистави «Пристрасті по Торчалову» М. Воронова.
1999 року йому присвоєно почесне звання заслуженого артиста України.
2015 року удостоєний почесного звання народного артиста України.

## Ролі в театрі
- Батько («Фернандо Крапп написав мені листа» Танкреда Дорста, Урсули Елер)[4]
- Бургомістр («Дракон» Євгена Шварца)
- Він («Сцена на сцені»)
- Гонта («Гайдамаки» Марини Васильєвої за Шевченком)
- Городничий («Інкогніто з …» Віктора Плешака, Олега Єрнєва)
- Дядько Лев («Лісова пісня» Лесі Українки)
- Елімелех Бенцур («Ну, спасибі тобі… Яшо!» Ефраїма Кішона)
- Мойсей («Мойсей» Євгена Олійника за Шевченком)
- Рамкопф («Той самий Мюнхгаузен» Григорія Горіна)
- Стенлі Поуні («Тато в павутині» Рея Куні)
- Смірнов («Порадник для бажаючих одружитися» Чехова)
- Тев'є («Тев'є-молочник» Григорія Горіна)
- Торчалов («Пристрасті по Торчалову» Микити Воронова)
- Трагік «Диваки» (за Купріним)
- Фредерік Леметр («Фредерік, або Бульвар злочинів» Шмітта)

## Ролі в кіно
- 2011 — Балада про бомбера, Берія